# Edotia tuberculata
Edotia tuberculata is een pissebed uit de familie Idoteidae. De wetenschappelijke naam van de soort is voor het eerst geldig gepubliceerd in 1843 door Guérin-Méneville.